# شکست‌ناپذیر (فیلم ۲۰۰۲)
شکست‌ناپذیر (به انگلیسی: Undisputed)فیلمی محصول سال ۲۰۰۲ و به کارگردانی والتر هیل است. در این فیلم بازیگرانی همچون وسلی اسنایپس، وینگ ریمز، پیتر فالک، مایکل روکر، وس استودی، جاون سدا، فیشر استیونس، مستر پی، دیتون کالی، بروس ای یونگ ایفای نقش کرده‌اند. که بعد از این فیلم سری فیلم‌های جدید شکست نا پذیر با بازی اسکات ادکینر در نقش یوری بویکا ساخته شده‌است.